# 森美徳
森 美徳（もり よしのり、1904年1月21日 - 1985年10月5日）は、日本の経営者。井関農機社長を務めた。

## 経歴
香川県出身。1929年に東京帝国大学法学部を卒業し、同年に日本勧業銀行に入行。1953年に取締役に就任し、1960年に常務を経て、1969年12月に井関農機顧問に就任し、1970年1月には社長に昇格した。1977年12月には会長に就任。
1985年10月5日、脳梗塞のために死去。81歳没。